# Herreria montevidensis
Herreria montevidensis là một loài thực vật có hoa trong họ Măng tây. Loài này được Klotzsch ex Griseb. mô tả khoa học đầu tiên năm 1842.